# Луженовский, Гавриил Николаевич

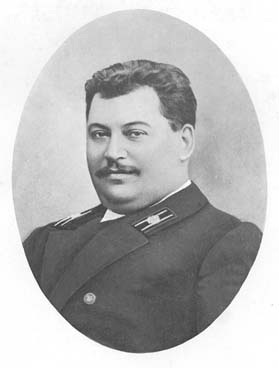
Г. Н. Луженовский.

Гавриил Николаевич Луженовский (12 февраля 1871 — 10 февраля 1906, Тамбов) — по образованию адвокат, черносотенец, в должности губернского советника руководил жестоким подавлением крестьянских восстаний в Тамбовской губернии.

## Биография
Родился в тамбовской дворянской семье. Обучался в московском Лицее памяти Цесаревича Николая, откуда перевелся в Тамбовскую, а затем в Воронежскую классическую гимназию, полный курс которой окончил в 1894 г. Высшее образование получил на юридическом факультете Императорского Московского университета, в котором также был организатором кружка студентов-патриотов.
Занимался адвокатской практикой в Тамбове. В течение двух лет был помощником присяжного поверенного, а затем, на протяжении ещё трёх лет — присяжным поверенным при Тамбовском окружном суде. В 1904 году был избран гласным Тамбовского губернского земства. Сотрудничал в газете «Тамбовские губернские ведомости».
После того как в ноябре 1904 местные левые и либералы организовали оппозиционный банкет, Луженовский 1 декабря того же года собрал около 250 монархистов всех сословий, проведя в пику левым «патриотический» обед. После этого мероприятия Луженовский направил через министра внутренних дел П. Д. Святополк-Мирского верноподданническую телеграмму императору, которая получила большую известность.
Как писал деятель правомонархического движения Н. Жеденов, "Впечатление от телеграммы по России было огромно. Это была первая верноподданническая телеграмма, первый любящий сыновний привет дорогому Отцу среди жидовского гама о конституции". Император Николай II отметил этот верноподданнический адрес и оставил на телеграмме свою подпись: "Прочел с удовольствием", а петербургское Русское Собрание направило Луженовскому свое приветствие.
В апреле 1905 г. Луженовский был назначен тамбовским губернатором В. Ф. фон дер Лауницем на должность советника губернского правления. В июне 1905 года стоял у истоков Тамбовского отдела Союза русских людей.
С началом первой русской революции в губернии начались крестьянские беспорядки. 
После объявления Манифеста 17 октября и поднявшейся в связи с этим событием новой волны революционных выступлений, Луженовский получил приказ губернатора пресечь аграрные беспорядки, вспыхнувшие в трех уездах Тамбовской и одном уезде Саратовской губерний. С двумя ротами солдат 291-го Бобровского полка под предводительством капитана В.В.Степанова Луженовский прошел около 500 верст, решительно прекращая на своем пути волнения, справедливо считая, что «или зверь-революция сметет государство, или государство должно смести зверя». Луженовский начинал с убеждения, взывая к совести и религиозным чувствам поднятых революционными агитаторами крестьян, и если слова его не приводили к результату, что бывало редко, прибегал к мерам физического воздействия - порке. За 22 дня беспорядки были полностью прекращены, а революционные банды разгромлены. В ходе экспедиции Луженовскому удалось захватить революционного «генерала», одетого в мундир с орденами и призывавшего крестьян от имени «царя" громить помещиков. Тамбовский губернатор в шутливом тоне писал по этому поводу супруге Луженовского Вере Константиновне: «Только что получил телеграмму от Вашего мужа <...> дело ведет как всегда блестяще, выше всякой похвалы. После доброго боя Гавриил Николаевич захватил главного агитатора - легендарного генерала в лентах со штабом и полевым бунтарским казначейством и еще трех важных агитаторов, вероятно в чине не ниже полковника <...>. Ну и молодец же!». А сами крестьяне, после внесенного в мятежных уездах успокоения, говорили следующее: «Слава Богу, Гавриил Николаевич смутьянов образумил. А то бы житья от них не стало».
Такая деятельность вызвала ненависть к Лужновскому со стороны леворадикальных политических противников. Тамбовские эсеры приговорили имение Луженовского к разграблению, а самого монархиста-черносотенца - к смерти. О вынесенном решении они не преминули сообщить в напечатанном на красной бумаге приговоре, который отослали как самому Луженовскому, так и его матери. Но имение добровольно вызвались охранять крестьяне-черносотенцы, а на вынесенный смертный приговор мать Луженовского Мария Гаврииловна 3 ноября 1905 года публично ответила через газету следующими словами: «Несчастные, ослепленные люди! Не думайте запугать убийствами из-за угла тех, кто любит святую Русь. Я благословила своих двух сыновей отдать жизнь свою за Православие и Царя, без которых погибнет наше Отечество. И если Господь допустит убийство моих сыновей, то безропотно буду доживать свой век без детей».
Убить Г. Н. Луженовского взялась 21-летняя Мария Спиридонова:
В полном сознании своего поступка я взялась за исполнение приговора. Когда мне пришлось встретиться с мужиками, сошедшими с ума от истязаний, когда я увидела безумную старуху-мать, у которой 15-летняя красавица-дочь бросилась в прорубь после казацких ласк, то никакие силы ада не могли бы остановить меня.
Мария 16 января 1906 года Спиридонова, переодевшись к костюм гимназистки, на вокзале выпустила в Луженовского пять пуль из револьвера, спрятанного в муфте. Казаки, не сумевшие спасти своего начальника, бросились избивать Спиридонову, но смертельно раненный Луженовский отдал последний приказ: «Не убивайте!», а затем, узнав, что в него стреляла женщина, он перекрестился и произнес: «Господи, прости ей. Не ведает, что творит».
10 февраля тот скончался.